# Ранжирование
Ранжи́рование — сортировка веб-сайтов в результатах поиска, используемая в поисковых системах, которая учитывает множество факторов для ранжирования, среди которых оценка сайта, количество и качество внешних ссылок, а также важность текста для поискового запроса, на основе чего формируется список веб-сайтов в результатах поиска, рейтинг которых меняется в процессе работы конкретной поисковой системы.

## Основные задачи
Алгоритмы ранжирования сайтов поисковыми системами изменяются в процессе эволюции интернета. На начальном этапе развития сети Интернет владельцу сайта было достаточно указать в метатегах сайта его тематику, описание и ключевые слова, чтобы поисковая машина посчитала этот сайт соответствующим заданной тематике и начала высоко ранжировать его по указанным ключевым словам. Со временем количество Интернет-сайтов росло, а оптимизаторы с целью привлечения на сайт большего количества посетителей начали прописывать в метатегах несоответствующие тематике и содержанию сайта популярные ключевые слова. Тогда поисковые системы стали изменять и усложнять алгоритмы ранжирования, учитывая и содержимое сайта, и его авторитетность, ссылки на сайт с других сайтов, поведение пользователей на сайте и другие факторы ранжирования.
Основными задачами, стоящими перед поисковыми системами, остаются выдача пользователям конкретных ответов на поставленные вопросы и определение сайтов с наиболее подходящей информацией для заданного вопроса. Построение оптимальной последовательности применения тех или иных инструментов на каждом этапе ранжирования и определяет его эффективность.

## Механизмы ранжирования
Один из ранних механизмов ранжирования сайтов — ссылочное ранжирование, фактически представляя собой перенос механизма подсчёта индекса цитируемости из мира научных публикаций в Интернет (индекс цитирования веб-сайтов). Этот вид ранжирования используется всеми крупными поисковыми системами, при этом каждая из них учитывает ссылочный вклад по своим принципам, вследствие чего расположение сайтов будет отличаться в зависимости от поисковика при одном и том же наборе входящих ссылок на сайт. Работа с различными факторами ранжирования и улучшение позиций сайта в поисковой выдаче по выбранным поисковым запросам является главной целью поисковой оптимизации.

### Внешние факторы
Внешние факторы ранжирования — факторы, оценивающие взаимодействие ресурса с внешней средой интернета. 
Цитируемость — количество ссылок с других ресурсов, ведущих на страницы, содержащие искомую фразу на сайте.
Самым ранним видом поискового продвижения было простое размещение ссылок на других ресурсах на продвигаемый сайт и размещение сайта в каталогах сайтов. При высоком качестве контента продвигаемого сайта и показателях посещаемости данный фактор мог давать быстрый естественный прирост в поисковых позициях.
Также к внешним факторам относятся поведенческие факторы, оценивающие поведение пользователя на странице сайта и в выдаче поисковых систем, когда пользователь делает выбор между сайтами в поиске. В этом случае ранжирование формируется, исходя из полезности сайта пользователям по тем или иным поисковым запросам. 
Анализ  пользовательского поведения доступен владельцам и администраторам сайтов с помощью систем веб-аналитики, например Google Analytics или Яндекс Метрика.
К поведенческим факторам относятся:
- Время, проведенное на сайте — основополагающий фактор при оценке качества страницы. Данный показатель может улучшаться при помощи контента: изображений, видео, таблиц и графики.
- Показатель отказов — быстрое закрытие страницы может дать сигнал поисковой системе, что страница не релевантна запросу пользователя - т.е. имеющаяся на ней информация не соответствует поисковому запросу, вводимому пользователем.
- Показатель возвратов — возврат пользователя на ресурс говорит о полезности сайта.
- Кликабельность (CTR) в поисковой выдаче — учитываются наименование страницы и сниппет.
- Количество просмотров страниц — оценка качества сайта в целом, о чём свидетельствует количество просмотров других документов.

Социальные факторы — отражение пользовательского интереса пользователя к ресурсу. К ним относятся переходы на сайт из социальных сетей. Активность и регулярность выхода нового контента на сайте.

### Внутренние факторы ранжирования
Внутренние факторы ранжирования — факторы, которые относятся к структуре сайта и находятся под контролем веб-разработчика, и не зависят от таких внешних условий, как изменение алгоритма поисковых систем или введение ими новых правил индексации. Формируются с созданием сайта и оказывают непосредственное влияние на позиции страниц в поисковых выдачах. 

К внутренним факторам относятся:
Содержание контента, то есть текста сайтов, который анализируется поисковыми системами по разным параметрам, в том числе определяется уникальность текста, новизна, актуальность, релевантность запросу пользователя и естественность (правильная оптимизация статьи).
Также учитываются технические параметры контента сайта - метатеги и html-теги, такие как
- Правильный заголовок (мета-тег title);
- Правильное описание мета-тег description;
- Правильные ключевые слова на странице;
- Заголовки H1-H6 (структуризация контента на страницах ресурса с целью сделать его более читаемым и легко потребляемым посетителями сайта);
- Анализ правильной технической составляющей (корректная вёрстка, чистый исходный код, настройка редиректов, зеркал сайта, robots.txt).

Наличие и правильное использование всех метатегов (заголовок, описание, ключевые слова) и выделение шрифтами основных терминов и определений определяют релевантность документа в базовом виде. 
При ошибочном употреблении ключевых слов сайт может попасть под фильтр за переоптимизацию контента, из-за которой текст приобретает неестественный характер и становится плохо читаемым для пользователя.
Как качество сайта учитываются также удобная навигация и структура, правильная перелинковка (связь внутренних страниц сайта ссылками друг на друга), количество рекламы на сайте. 
Позицию в ранжировании увеличивают ссылки на качественные площадки, которые могут дополнить информацию и помочь решить проблемы пользователей, однако избыточное количество таких ссылок может, напротив, уменьшить позицию самого сайта в поисковой выдаче.
Важным параметром является возраст сайта (ресурса с момента его первого попадания в индекс) — чем старше сайт, тем он  в целом авторитетнее и выше ранжируется при прочих равных условиях.

## Принципы ранжирования поиска Яндекса
«Яндекс индексирует сайты, созданные независимыми людьми и организациями. Мы не отвечаем за качество и содержание страниц, которые вы можете найти при помощи нашей поисковой машины. Нам тоже многое не нравится, однако Яндекс — зеркало Рунета, а не цензор».
1. Существуют ресурсы, не представляющие интереса для пользователей и вводящие их в заблуждение — и, соответственно, ухудшающие качество поиска. К методам обмана поисковой системы относятся:
2. * размещение невидимого или бессмысленного текста;
3. * создание дорвеев — промежуточных страниц, перенаправляющих посетителей на сторонние сайты.

Яндекс автоматически исключает их из поиска или понижает в ранжировании.
1. Часто встречается реклама, мешающая навигации по сайту и нормальному восприятию информации. Например, есть сайты, которые содержат popunder-баннеры (они перемещаются по экрану вслед за прокруткой страницы и закрывают её содержание) и clickunder-рекламу (она неожиданно для пользователя открывает рекламную страницу при любом клике по сайту). Поэтому Яндекс располагает сайты с такой рекламой ниже в поисковой выдаче.
2. Яндекс ранжирует сайты для взрослых ниже или вообще не показывает их в результатах поиска. Ресурсы с эротическим контентом часто используют агрессивные методы продвижения — в частности, появляясь в результатах поиска по самым разнообразным запросам.
3. Яндекс проверяет индексируемые веб-страницы на наличие вирусов. Если обнаружилось, что сайт заражен, в результатах поиска рядом с ним появляется предупреждающая пометка.«За одинаковыми формулировками запроса могут стоять разные задачи. Например, по запросу [легенда № 17] одного пользователя интересует расписание кинотеатров, другого — отзывы о фильме. Поиск Яндекса умеет понимать и отвечать на такое разнообразие интересов с помощью технологий „Спектр“. yandex.ru. Дата обращения: 13 января 2019. и интентного поиска. Поэтому даже в рамках одного запроса критерии оценки качества сайта могут отличаться в зависимости от того, на какой интент он отвечает» — руководитель поисковых сервисов интернет-компании Александр Садовский[7].

## Пузыри фильтров
Многие поисковые системы используют алгоритмы выборочного угадывания того, какую информацию пользователь хотел бы увидеть, основываясь на его прошлых действиях в системе. В результате, веб-сайты показывают только ту информацию, которая согласуется с прошлыми интересами пользователя. Этот эффект получил название «пузырь фильтров», из-за которого пользователи начинают получать намного меньше новой информации и становятся интеллектуально изолированными в своём собственном «информационном пузыре». Таким образом, «эффект пузыря» может иметь негативные последствия для формирования гражданского мнения.

## Критика
До сих пор алгоритмы поисковых систем не могут исключать весь поисковый спам (обман поисковой системы и её пользователей). Представители Яндекса заявляют, что «важно постоянно совершенствовать алгоритмы ранжирования и делать их устойчивыми к внешнему влиянию (например, к попыткам некоторых вебмастеров обмануть поисковую систему).».
Другим спорным моментом является возможная предвзятость поисковой системы, когда политические, экономические и социальные факторы могут влиять на результаты поиска. Такая предвзятость может быть прямым результатом экономических и коммерческих процессов: компании, которые рекламируются в поисковой системе, могут стать более популярными в результатах поиска.